# 低酸素脳症
低酸素脳症（ていさんそのうしょう、英語: hypoxic ischemic encephalopathy）とは、脳の灌流低下や低酸素血症によって脳の全体的な障害がおこる状態である。周産期仮死の他、窒息、心停止、呼吸停止、重篤な不整脈、著明な血圧低下などによって起こる。
成人の場合は3 - 5分以内であれば注意力障害、判断力低下、協調運動障害などが出現することがあるが、後遺症を残さず回復することが多い。それ以上の時間低酸素状態に暴露されると、脆弱な部位である内側側頭葉（海馬など）、大脳皮質、淡蒼球、小脳などに持続的な障害を残す場合がある。
症状としては、意識障害、錐体外路徴候、認知症、小脳失調、ミオクローヌス、コルサコフ症候群、痙攣など多彩な症状が生じる。Lance-Adams症候群による動作性ミオクローヌスなどが有名である。頭部MRIでは拡散強調画像、T2強調画像などで異常信号域が認められる。一度神経症状が改善したのち2 - 10日で遅発性低酸素後脳症が起こる場合もある。

## 分類
低酸素脳症は以下のように分類されるが殆どの症例で2つ以上の因子が関わり、その多くは灌流圧低下によって脳損傷をきたす。
虚血性・乏血性低酸素脳症　ischemic and oligemic hypoxia
低酸素性低酸素脳症　hypoxic hypoxia
気道閉塞や溺水、吸入酸素含量低下
貧血性低酸素脳症　anemic hypoxia
高度貧血、CO中毒
組織毒性低酸素脳症　histotoxic hypoxia
シアン中毒などによる細胞呼吸障害
低血糖症性低酸素脳症 hypoglycemic hypoxia

## 病態
全般性脳血流の急速な低下が脳血管の自己調節能を超える場合には不可逆的な変化を残すが、その病理学的な変化は数日 - 数週生存後の脳で顕著で、一般に白質に比較して灰白質が侵されやすく、特に大脳皮質、他に基底核、視床、海馬、脳幹がしばしば障害される。全般性脳血流低下によって大脳皮質では第3層、次いで第5、6層が選択的に障害されやすく、皮質内に帯状の壊死層として認められ、大脳皮質の層状壊死と呼ばれる。大脳皮質の層状壊死は低血糖、シアン化合物中毒、高度の溶血性貧血など様々な低酸素脳症の他、てんかん重積状態、急性間歇性ポルフィリン症、もやもや病、MELAS、PRES、過量服薬、毒素、感電などでも認められる。
回復して1 - 2週間後に意識障害やパーキンソン症候群を起こす場合があり間欠型 (delayed postanoxic encephalopthy) といわれる。

## MRI経時的変化
|         | 急性期（<24時間）                             | 早期亜急性期（24時間 - 13日）                                | 後期亜急性期（14日 - 20日）                   | 慢性期（>21日）                                      |
| ------- | --------------------------------------------- | ------------------------------------------------------------ | --------------------------------------------- | ---------------------------------------------------- |
| 形状    | 脳腫脹                                        | 脳腫脹                                                       | 腫脹消失                                      | びまん性萎縮、脳室拡大                               |
| DWI     | 皮質および基底核に高信号                      | 皮質および基底核に高信号                                     | 高信号の消失 (pseudo-normalization)           | 異常なし                                             |
| T2WI    | 皮質および基底核に高信号                      | 皮質および基底核に高信号、皮質下に低信号域認められることあり | 皮質および基底核に高信号                      | 正常あるいは皮質および基底核に高信号、白質に高信号域 |
| T1WI    | なし                                          | なし                                                         | 皮質の層状高信号、基底核の高信号              | 高信号域の緩徐消退                                   |
| Gd-T1WI | なし                                          | 7日ころから増強効果、皮質では線状                            | 増強効果、皮質では線状                        | 増強効果の消失                                       |
| 備考    | DWIでは数時間から検出、皮質変化が基底核に先行 | DWI、T2WIともに高信号域が明瞭化                              | 時にDWI、T2WIで高信号を示す遅発性白質変化あり |                                                      |

成人の低酸素脳症では酸素消費量の多い灰白質が障害されやすく、海馬、基底核、視床、大脳皮質に病変が見られる。急性期には拡散強調画像が有用で、両側大脳基底核、視床、皮質（びまん性が多いが特に分水嶺領域に認められることもある）で高信号域を示す。遅れてT2強調画像でも灰白質や皮質が高信号を示すようになる。急性期にT1強調画像では脳回に沿った高信号域（層状壊死）を示し、Gd増強効果も示す。慢性期には萎縮をきたす。一酸化炭素中毒と同様に数週間遅れて白質に異常信号をしめすこともありdelayed anoxic demyelinationといわれる。

## 低酸素後ミオクローヌス
低酸素後ミオクローヌスとしてはLance-Adams症候群（LAS）とミオクローヌスてんかん重積状態（MSE）の2つのタイプが知られている。
ミオクローヌスてんかん重積状態（MSE）
急性型低酸素後ミオクローヌスである。MSEは心肺停止による昏睡患者の約30％に認められる。全身性のミオクローヌスが心肺停止後平均12時間で出現し30分から31日間持続する。多くは治療抵抗性である。発症のオンセット以外に高度の意識障害で起こるという点がLASと異なる。予後不良例が多い。剖検例では大脳皮質、小脳、海馬、大脳基底核、視床に神経細胞の脱落が認められる。
Lance-Adams症候群（LAS）
慢性型低酸素後ミオクローヌスである。意識が回復してから数日から数週間後に四肢、体幹、顔面に出現し長時間持続する。このミオクローヌスは静止時、睡眠時にはみられず、姿勢、動作時に出現、増強する。音刺激、痛覚刺激など感覚刺激でも誘発される。LASでは知能は比較的保たれるが失調を併発しやすい。また頭部MRIで特異的な所見はない。

## 心肺停止後症候群
心肺停止後に自己心拍が再開したあと全脳虚血をふくむ虚血・再灌流障害を主体とする様々な病態を心停止後症候群（post cardiac arrest syndrome、PCAS）といい、低酸素脳症もこの概念に含まれることがある。院外心停止例の多くの原因は冠動脈疾患が多く、早期の冠動脈造影と経皮的冠動脈インターベンションが重要と考えられている。かつては低体温療法が予後改善に寄与するという報告があったが、神経学的予後を改善させないという報告もある。